# Кретьен де Труа
Кретье́н де Труа́, Крестьен из Труа (фр. Chrétien de Troyes; ок. 1135 — между 1180 и 1190) — средневековый французский поэт, основоположник куртуазного романа.

## Биография
Достоверных документальных данных о Кретьене де Труа сохранилось крайне мало, что характерно относительно многих деятелей Средневековья. Проблемы вызывают точная датировка как событий его биографии, так и создания сочинений. Исследователи сталкиваются с затруднениями даже при выборе варианта толкования имени: Кретьен из Труа, что в Шампани, которое автор случайно упоминает в 9 стихе «Эрека и Эниды», или же это иронический оксюморон «христианин (Christian) из греческой языческой Трои», где французы находят своих мифологических предков? Предлог «де» в данном случае указывает не на знатное происхождение, а на социальный статус — уроженец города Труа.
Имя поэта не упоминается ни в одном документальном источнике высокого Средневековья. Большая часть сведений о жизни и творчестве автора почерпнута из его же произведений. Известно, что Кретьен де Труа родился Шампани в начале 1130-х годов. Тексты романов дают основания полагать, что поэт освоил тривиум и квадривиум, обладал хорошим образованием, свойственным клирикам того времени. Согласно А. Д. Михайлову, поэт был образованным учёным клириком на службе Генриха Щедрого, графа Шампанского, и пользовался как его покровительством, так и его супруги Марии Шампанской. Позднее пользовался покровительством Филиппа Эльзасского (Фландрского), что следует из строк поэта в прологе «Персеваля» (стихи 11—68). 
Предположение о смерти поэта около 1190 года основывается на датировке романа «Персеваль». Сочинение посвящалось Филиппу Эльзасскому, который отправился в свой последний крестовый поход и умер от чумы при осаде Акры в 1191 году. Поэтому работа над заказом графа могла начаться не позже 1190 года. С 1190-х годов получают распространение анонимные и другие продолжения романа о Граале, но сведения о сочинениях Кретьена отсутствуют. Поскольку после 1191 года «следы поэта теряются», эта дата может считаться предположительным годом смерти Кретьена де Труа.

## Творчество
Первый писатель в истории французской литературы, к пяти известным сочинениям которого применим термин «роман»; основатель цикла произведений о короле Артуре (бретонский цикл или артуриана), при дворе которого было основано братство рыцарей Круглого стола. Впервые обработал легенду (миф) о религиозно значимом сокрытом, но желанном и недостижимом объекте — Граале. Поэт и писатель, мэтр, родоначальник артурианы — таким представляется Кретьен де Труа (или Кретьен из Труа), о жизни которого ничего не известно. С достаточной уверенностью можно сказать только то, что писатель жил в конце XII века в Шампани и создал 5 достойных восхищения из 10 наиболее значимых романов своей эпохи, стилю которых подражали другие авторы. Благодаря французским авторам, в особенности творчеству Кретьена де Труа, старофранцузский язык завоёвывал статус общеевропейского литературного языка. Понятие «мэтр» относительно Кристиана  (meister Cristien von Troys) употреблял Вольфрам фон Эшенбах, что соответствовало официальному званию клирика.
Министериал незнатного происхождения, основоположник куртуазного стиля в северо-французской литературе, Кретьен де Труа в выборе сюжетов и в описании любовных отношений находится ещё на стыке двух эпох. Кретьен де Труа вслед за Васом вводит в куртуазную литературу бретонские мотивы: романы «Эрек», «Ивейн», «Ланселот», «Персиваль» разыгрываются при дворе короля Артура. Понятие «артуровский цикл» противопоставляется сериям сочинений иного содержания, например каролингским циклам. В то же время в «Эреке» прослеживается античное и византийское влияние, однако «греховный и постыдный» любовный сюжет о Тристане и Изольде, прославляющий силу любви, вызывает в Кретьене де Труа протест. Неоднозначность взглядов Кретьена де Труа прослеживается и в его отношении к женщине. В ранних романах де Труа подвергает своих героинь суровым испытаниям, например, в романе «Эрек» супругу Эрека Энид за отсутствие приличествующего супруге смирения. А в других песнях Кретьен де Труа развивает одно из основных положений нового понимания любви как куртуазного служения замужней даме, считая его наиболее совершенной и достойной формой страсти. Кретьен де Труа колеблется между старым феодально-церковным и новым светско-куртуазным мировоззрением. В его творчестве ясно обнаруживаются черты, позволяющие сблизить куртуазность с ренессансным рационализмом и внимательным отношением к переживаниям человека. В своём творчестве Кретьен де Труа пытается соответствовать идеалу ясной и разумной гармонии, свойственному куртуазной поэзии.
У Кретьена были свои ученики, и одному из них, Годфруа де Ланьи, он препоручил закончить наскучившее мэтру повествование о любовных безумствах Ланселота Озёрного. Это уже первый шаг к созданию «школы», контуры которой, впрочем, ещё едва намечаются.
Из сохранившихся сочинений Кретьен де Труа известны 2 песни, 5 рыцарских романов и 2 поэмы «Филомена» и «Вильгельм Английский». Все 5 дошедших до нас романов писателя написаны на старофранцузском языке восьмисложными стихами с парной рифмой. Количество стихов в различных вариантах рукописей варируется. Обработанная в соответствии с требованиями куртуазного стиля история Тристана и Изольды, именованная в прологе «Клижеса» «О короле Марке и белокурой Изольде», не сохранилась.

### Песни
Исследователи отмечают, что в молодости Кретьен де Труа сочинял куртуазные песни в духе северо-французских труверов. Несмотря на то, что в различных песенных сборниках поэту приписывается 6 песен, Поль Зюмтор полагал, что только две из них (Amors tençon et bataille (R.-S. 121) «Амур теснит неумолимо, / Грозит кровопролитной бранью»; и D’Amors qui m’a tolu a moi (R.-S. 1664) «Меня похитив у меня, / Амур наносит мне урон») можно считать аутентичными: «Песни эти — абсолютно точный французский эквивалент кансоны трубадура в её наиболее классической форме». А. Д. Михайлов писал о различной степени достоверного аттрибуирования трёх песен и разделил сомнения исследователей в авторстве четвёртой — рондо — из опубликованных в русском переводе в серии Литературные памятники . П. Зюмтор предполагал, что количество сочинённых Кретьеном песен было гораздо больше, но значительная их часть не сохранилась. В настоящее время критики не сомневаются в авторстве Кретьена двух песен, на основании чего поэт признаётся одним из первых труверов.

### «Филомена»
Вопрос об авторстве Кретьена поэмы «Филомена» (около 1168 год) не закрыт и продолжает оставаться предметом научных дискуссий. Проблему представляет толкование имени автора, указанного в стихе 734 — Crestiiens li Gois. Тем не менее, «Филомена» была опубликована в последнем полном собрании сочинений Кретьена де Труа. Допуская авторство поэта, это первое объёмное и наиболее раннее из его известных сохранившихся произведений. Основанная на «Метаморфоз» Овидия (Книга VI. Прокна и Филомела; 412—674) поэма содержит 1 468 восьмисложных стиха.
Следы увлечения Овидием обнаруживаются не только в сохранившейся «Филомене» и в названиях других, не дошедших до нас, обработок ряда Овидиевых сюжетов, не только в прямом указании на увлечение древнеримским поэтом (с этого начинается, как известно, «Клижес»), но и в выявленных исследователями реминисценциях из Овидия в ряде романов.

### «Эрек и Энида»
Данное сочинение считается первым романом артуровского цикла. Сочинение датируется приблизительно 1170 годом. Этот куртуазный роман повествует о победе любви над рыцарской доблестью.

### «Клижес»
Произведение задумано как ответ на стихотворный «Роман о Тристане» Томаса Британского. Роман завершён приблизительно в 1176 году.

### «Ланселот, или Рыцарь телеги»
Предположительно создавался в 1176—1181 годы. Посвящение в прологе романа указывают на связь Кретьена де Труа с двором Марии Шампанской, по указанию которой было создано сочинение о любви Ланселота к королеве Джиневре. Над окончанием романа работал последователь Кретьена де Труа Годфруа де Ланьи.

### «Ивэйн, или Рыцарь со львом»

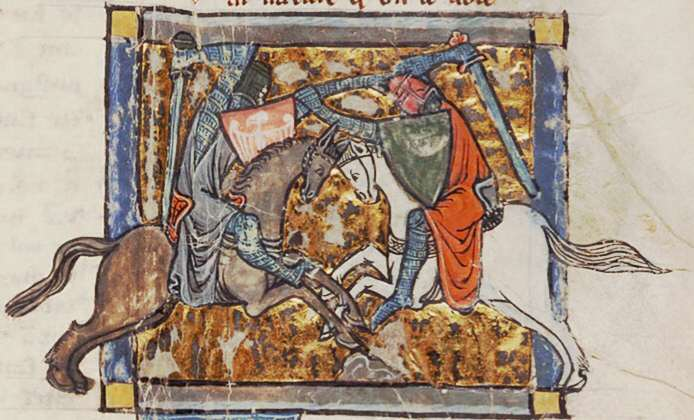
Средневековая иллюстрация к роману «Ивэйн, или Рыцарь со львом»

Работа над романом о конфликте любви и рыцарской доблести Ивейна проходила по оценкам исследователей одновременно с предыдущим произведением о Ланселоте в 1176—1181 годы.

### «Персеваль, или Повесть о Граале»
Последний и незавершённый роман о Граале стоит особняком, выделяясь особыми чертами. Предполагается, что произведение, объединившее историю простеца и «сына вдовы» Персеваля с мистическими мотивами христианских апокрифов, создавалось в 1181—1191 годы. Заказ на обработку легенды поэт получил при дворе Филиппа Эльзасского, о чём Кретьен сообщал в прологе романа (в стихах 62—64 заказ графа Филиппа Эльзасского). Там же автор упоминает собственное имя — Кретьен (стих 61). Н. В. Забабурова приводит предположение Д. Пуарьона, цитировавшего слова Жербера Монтрея из продолжения «Персеваля» (около 1230 года) о том, что завершению романа воспрепятствовала смерть Кретьена.

### «Вильгельм Английский»
Вопрос об авторстве Кретьена де Труа в отношении этого памятника житийной литературы, агиографической поэмы, порой неточно именуемой «романом», продолжает дискутироваться исследователями. Несмотря на это, поэма была опубликована в последнем полном собрании сочинений Кретьена де Труа.

## Издания сочинений
- Chrétien de Troyes. Œuvres complètes / Éd. Daniel Poirion, Anne Berthelot, Peter F. Dembowski, Sylvie Lefèvre et al.; trad. de l'ancien français par Anne Berthelot, Peter F. Dembowski, Daniel Poirion, Philippe Walter. — Édition bilingue. — Paris : Gallimard, 1994. — lix + 1531 p. — (Bibliothèque de la Pléiade ; № 408). — ISBN 9782070112760.

При издании последнего полного собрания сочинений Кретьена де Труа за основу текста был взят так называемый «список Гюйо» (Guiot B.N. fr. 794), для сверки в качестве контрольного текста использовался манускрипт B.N. fr. 1450. Каждая из этих двух рукописей содержит почти полное собрание 5 больших романов Кретьена. Помимо того издатели собрания сверялись и с другими рукописями. Публикация содержит 5 стихотворных романов об Эреке, Клижесе, Ивэйне, Ланселоте и Персевале, авторство которых не вызывает сомнений. Несмотря на спорное авторство, в собрание вошли «Филомена» и «Вильгельм Английский», а также песни Кретьена де Труа.

## Переводы на русский язык
- Ивэйн, или Рыцарь со львом : роман в стихах / Сокращ. пер. со старофранцузского В. Б. Микушевича // Средневековый роман и повесть / Вступ. ст. и прим. А. Д. Михайлова. — М. : Художественная литература, 1974. — С. 31—152. — 639 с. — (Библиотека всемирной литературы ; т. 22). — 303 000 экз.
- Песни = Chansons / Пер. со старофранцузского В. Б. Микушевича // Эрек и Энида. Клижес / Отв. ред. Е. А. Гунст; приложения: ст. и примеч. А. Д. Михайлова. — научное. — М. : Наука, 1980. — С. 419—424. — 510 с. — (Литературные памятники ; № 256). — 100 000 экз.
- Эрек и Энида = Erec et Enide : роман в стихах / Пер. со старофранцузского Н. Я. Рыковой // Эрек и Энида. Клижес / Отв. ред. Е. А. Гунст; приложения: ст. и примеч. А. Д. Михайлова. — научное. — М. : Наука, 1980. — С. 5—211. — 510 с. — (Литературные памятники ; № 256). — 100 000 экз. (6 959 стиха).
- Клижес = Cliges : роман в стихах / Пер. со старофранцузского В. Б. Микушевича // Эрек и Энида. Клижес / Отв. ред. Е. А. Гунст; приложения: ст. и примеч. А. Д. Михайлова. — научное. — М. : Наука, 1980. — С. 212—414. — 510 с. — (Литературные памятники ; № 256). — 100 000 экз. (6 784 стиха).
- Ланселот, или Рыцарь Телеги = Lancelot ou Le Chevalier de la Charrette : роман в стихах / Пер. со старофранцузского Н. В. Забабуровой и А. Н.Триандафилиди; ст. и прим. Н. В. Забабуровой. — научное издание. — М. : Common Place, 2013. — 328 с. — ISBN 978-99970-0102-3. (7 123 стиха).
- Персеваль, или Повесть о Граале = Perceval ou le Conte du Graal : роман в стихах / Пер. со старофранцузского Н. В. Забабуровой и А. Н.Триандафилиди; ст. и прим. Н. В. Забабуровой. — научное издание. — М. : Common Place, 2014. — 408 с. — 200 экз. — ISBN 978-99970-0108-5. (9 234 стиха).
- Ланселот, или Рыцарь Повозки / Пер. со старофранцузского В. Б. Микушевича // Кретьен де Труа. Ланселот. Ивэйн. Под. общ. ред. Н.М. Долгоруковой, науч. ред. Л. Евдокимова, сост. Н.М. Долгорукова, А. Демахина, М. Пападопуло — научное издание. — М.: Ладомир, 2019 — С. 7—246 (текст), 601—678 (прим.) — 744 с. — (Серия Памятники всемирной литературы). — 500 экз. — ISBN 978-5-94451-057-0
- Ивэйн, или Рыцарь со Львом / Пер. со старофранцузского В. Б. Микушевича // Кретьен де Труа. Ланселот. Ивэйн. Под. общ. ред. Н.М. Долгоруковой, науч. ред. Л. Евдокимова, сост. Н.М. Долгорукова, А. Демахина, М. Пападопуло — научное издание. — М.: Ладомир, 2019 — С. 247—488 (текст), 679—722 (прим.) — 744 с. — (Серия Памятники всемирной литературы). — 500 экз. — ISBN 978-5-94451-057-0